# Steppenfront
Die Steppenfront (russisch Степной фронт) war eine militärische Formation der Roten Armee während des Zweiten Weltkriegs. Die Front wurde während der Schlacht im Kursker Frontbogen etabliert und am 20. Oktober 1943 in 2. Ukrainische Front (2-й Украинский фронт) umbenannt. Dieser Großverband führte seine unterstellten Armeen durch die südliche Ukraine und Siebenbürgen bis nach Mähren und wurde nach dem Kriegsende im Juni 1945 aufgelöst.

## Geschichte

### Steppenfront
Die Steppenfront wurde am 9. Juli 1943 auf der Grundlage einer Anweisung der Stawka durch Umbenennung des Militärbezirks Steppe gebildet. Sie umfasste alle rückwärtigen Reservekräfte östlich von Kursk entlang der Linie Tula–Jelez–Stary Oskol–Rossosch.
- Der Militärbezirk Steppe umfasste zunächst die 24., 27., 47. und 66. Armee.

Diese Truppen waren bereits im Frühjahr 1943 in Erwartung der deutschen Sommeroffensive (Unternehmen Zitadelle) hinter der Zentral- und Woronescher Front als Reserve bereitgestellt worden. Infolge der Fronterweiterung durch den deutschen Angriff in der Schlacht um Kursk wurden diese Armeen an der vorderen Front eingeführt, alle Truppen unterstanden dem Generaloberst Iwan Stepanowitsch Konew.
- Zu dem am 9. Juli in Steppenfront umbenannten Großverband gehörten zunächst die 5. Gardepanzerarmee, die 27. Armee, 47. und 53. Armee mit acht motorisierten bzw. Panzerkorps, sowie das 3., 5. und 7. Garde-Kavalleriekorps. Die ebenfalls bis dahin unterstellte 5. Gardearmee (vormals 66. Armee) war einen Tage zuvor der Woroneschfront überstellt worden. Die 5. Luftarmee übernahm den Luftschutz.

Obwohl die Panzerkräfte der 5. Garde-Panzerarmee am 12. Juli in der Schlacht von Prochorowka massive Verluste hinnehmen mussten, konnten die Truppen der Front infolge der Erfolge der Roten Armee in der Orjoler Operation ab 17. Juli zusammen mit der Woronescher Front auch im Raum Kursk zur Gegenoffensive übergehen und die deutschen Truppen auf die Ausgangsstellungen von Anfang Juli zurückdrängen.
Am 3. August wurde zusammen mit der Woronesch-Front die Belgorod-Charkower Operation eingeleitet. Schon am 5. August konnten dabei die von der Südwestfront überstellte 69. Armee und die 7. Gardearmee Belgorod zurückerobern und am 23. August auch Charkow freikämpfen.
Ende August bis Anfang September 1943 führte die Steppenfront während der Schlacht am Dnepr die Poltawa-Krementschuger Operation am linken Ufer der Ukraine durch. Die Truppen der Front drängten dabei die deutschen 8. Armee über Poltawa und Krasnograd zum oberen Dnjepr zurück, überquerten Anfang Oktober den Dnjepr und errichteten mehrere Brückenköpfe am rechten Ufer. In der ersten Oktoberhälfte wurde deutsche Gegenangriffe auf die Brückenköpfe abgeschlagen und nach und nach ein großer Brückenkopf südlich von Krementschug etabliert. Am 15. Oktober wurde eine Offensive aus dem Brückenkopf in Richtung Pjatichatki und Kriwoi Rog begonnen. Am 20. Oktober 1943 wurde die Steppenfront infolge der neuen Gegebenheiten des Kriegsschauplatzes in 2. Ukrainische Front umbenannt.
Führung der Steppenfront
- Generaloberst Iwan Stepanowitsch Konew (Juli–Oktober 1943) (seit August 1943 Armeegeneral)
- Generalleutnant der Panzertruppen I. S. Sussaikow (Mitglied des Militärrats, Juli–Oktober 1943)
- Generalleutnant Matwei Wassiljewitsch Sacharow (Chef des Stabes, Juli–Oktober 1943)

### 2. Ukrainische Front

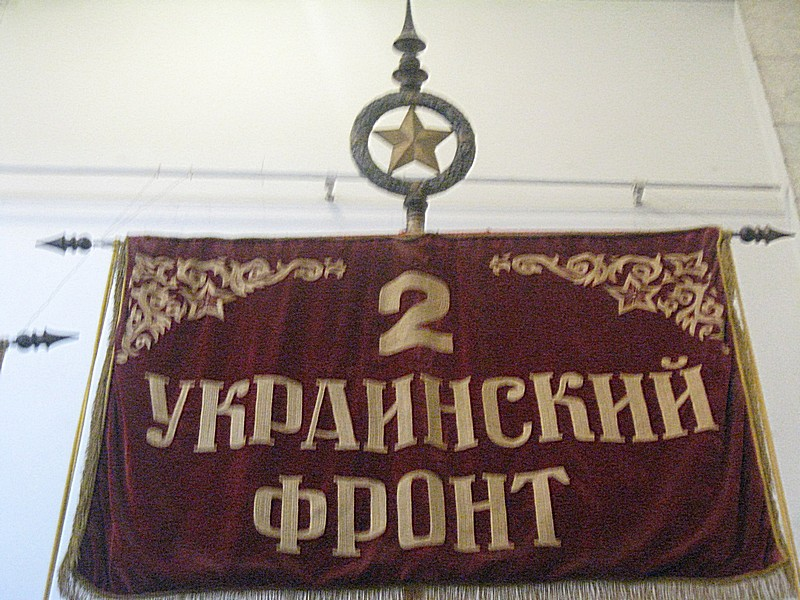
Fahne der 2. Ukrainischen Front

Der am 20. Oktober 1943 gebildeten 2. Ukrainische Front waren Anfang 1944 im Raum zwischen Kanew und Kirowograd von rechts nach links die 52. Armee, die 4. Gardearmee, die 5. Gardepanzerarmee, die 53. Armee sowie die 5. und die 7. Gardearmee unterstellt, Luftunterstützung leistete nach wie vor die 5. Luftarmee.
Nach der erfolgreichen Teilnahme an der Kirowograder und Korsun-Schewtschenkowsker Operation (24. Januar – 17. Februar 1944) wurden der Front am 22. Februar die 6. Panzerarmee zugeführt, die den Hauptstoß in der folgenden Uman-Botoșaner Operation (5. März – 17. April 1944) leistete.
Während der an der rumänischen Grenze durchgeführten Operation Iaşi-Kischinjow waren der Front die 4. und 7. Gardearmee, die 27., 52., 53., und 40. Armee, sowie im Rahmen der 6. Panzerarmee die mechanisierte Kavalleriegruppe Gortschkow unterstellt. Nach der Teilnahme an der Debrecener Operation führten die Armeen der Front die Budapester Operation (29. Oktober 1944 bis 11. Februar 1945) durch und konnten im März 1945 zusammen mit der 3. Ukrainischen Front (Marschall Tolbuchin) die deutsche Plattenseeoffensive zurückschlagen.
Zum Bestand der 2. Ukrainischen Front zählten im letzten Kriegsjahr auch die rumänische 1. und 4. Armee, darunter z. B. auch die 1. Rumänische Freiwilligen-Infanterie-Division „Tudor Vladimirescu“. Ab 16. März 1945 nahm die 2. Ukrainische Front unter Marschall Malinowski mit der 7. Garde- und mit der 46. Armee auch an der Wiener Operation teil und führte Anfang Mai in der Prager Operation mit der 7. Gardearmee, der 27., 53. und 40. Armee den Hauptstoß nach Brünn durch. Am 10. Juni 1945 erfolgte die Auflösung des Großverbandes.
Führung der 2. Ukrainischen Front
- Armeegeneral I. S. Konew (Oktober 1943 bis Mai 1944) (seit Februar 1944 Marschall der Sowjetunion)
- Armeegeneral R.J. Malinowski (Mai 1944 bis Kriegsende) (seit September 1944 Marschall der Sowjetunion)
- Generalleutnant der Panzertruppen I. S. Sussaikow (Mitglied des Militärrats, Oktober 1943 bis März 1945)
- Generalleutnant A. N. Tewtschenkow (Mitglied des Militärrats, März 1945 bis Kriegsende)
- Generalleutnant M. W. Sacharow (Chef des Stabes, Oktober 1943 bis Kriegsende) (seit März 1945 Armeegeneral)